# Ивацевичи (станция)
Иваце́вичи (бел. Івацэ́вічы) — железнодорожная станция на линии Барановичи — Брест, расположенная в городе Ивацевичи Брестской области, приблизительно в двух километрах от трассы М1.

## История
После прокладки железной дороги Москва – Варшава в 1871 году у имения Ивацевичи образовался поселок, жители которого занимались лесозаготовками. Вокзал по типовому проекту был построен в 1870-е годы (разрушен во время ВОВ). В 1915 станция была оккупирована войсками Германской империи. В 1916-1917 годы была построена узкоколейная железная дорога Ивацевичи – Телеханы – Янов-Полесский для вывоза леса в Германию. Работы выполняли русские военнопленные. Вдоль узкоколейки была оборудована долговременная линия германской обороны. К 1918 году Ивацевичи превратились в крупную станцию. К станции подходило несколько узкоколеек. В феврале 1919 годах станцию заняли польские войска. По Рижскому мирну договору 1921 года Ивацевичи оказались на территории Польской республики, в гмину Косовского повета Польского воеводства. В 1939 году станция захвачена Красной Армией  и вошла в состав БССР, с 1940 года на территории Коссовского района. Существующий вокзал построен после войны, работы выполняли пленные немцы.

## Дальнее сообщение
| № поезда | Маршрут движения    | № поезда | Маршрут движения     |
| -------- | ------------------- | -------- | -------------------- |
| 027      | Москва — Брест      | 028      | Брест — Москва       |
| 067      | Саратов — Брест     | 068      | Брест — Саратов      |
| 095      | Москва — Брест      | 096      | Брест — Москва       |
| 103      | Новосибирск — Брест | 104      | Брест — Новосибирск  |
| 607      | Минск — Брест       |          |                      |
| 649      | Могилёв — Брест     | 650      | Брест — Могилёв      |
| 651      | Минск — Брест       | 652      | Брест — Минск        |
| 663      | Минск — Брест       | 664      | Брест — Минск        |
| 667      | Минск — Брест       | 668      | Брест — Минск        |
| 679      | Витебск - Брест     | 680      | Брест - Витебск      |
| 761      | Барановичи — Брест  | 762      | Барановичи — Витебск |
| 763      | Барановичи — Брест  | 764      | Барановичи — Витебск |
| 765      | Барановичи — Брест  | 766      | Барановичи — Витебск |